# Pascal Clément

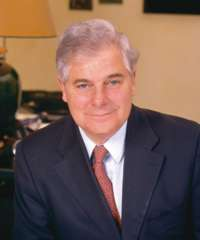
Pascal Clément (2004)

Pascal Clément (* 12. Mai 1945 in Boulogne-Billancourt, Département Seine; † 21. Juni 2020 in Paris) war ein französischer Politiker (UDF-PR, DL, UMP). Er war von 2005 bis 2007 Justizminister Frankreichs sowie zwischen 1978 und 2012 mehrmals Abgeordneter in der Nationalversammlung.

## Beruf und Familie
Pascal Clément war der Sohn des katholischen Philosophen, Publizisten und Universitätsprofessors Marcel Clément (1921–2005). Er studierte Literatur, Philosophie und Rechtswissenschaften und war Absolvent des Institut d’études politiques de Paris (Sciences Po). Von 1971 bis 1978 arbeitete er als Leiter der Marketingabteilung bei der französischen Niederlassung des Kopiergeräteherstellers Xerox. Danach war er als Rechtsanwalt am Cour d’appel (Berufungsgericht) von Paris tätig. Er war verheiratet und Vater von vier Kindern.

## Parteien
Pascal Clément war in den 1970er-Jahren in führenden Positionen bei der Jugendorganisation der Républicains indépendants aktiv, der konservativ-liberalen Partei Valéry Giscard d’Estaings. Aus dieser ging die Parti républicain (PR) hervor, deren nationaler Sekretär (d. h. Vorstandsmitglied) Clément von 1978 bis 1982 war. Die PR war ein Bestandteil des bürgerlichen Parteienbündnisses Union pour la démocratie française (UDF). Sie benannte sich 1997 in Démocratie libérale (DL) um, deren Generalsekretär bzw. ab 2001 stellvertretender Vorsitzender Clément war. 2002 ging die DL in der Mitte-rechts-Sammelpartei Union pour un mouvement populaire (UMP) auf.

## Kommunal- und Departementpolitik
Von 1977 bis 2001 war er Bürgermeister der kleinen Gemeinde Saint-Marcel-de-Félines im Département Loire, ab 2001 war er dort Mitglied im Gemeinderat. Als Vertreter des Wahlkreises Néronde gehörte er von 1982 bis 2008 dem Generalrat des Départements Loire an, von 1994 bis 2008 war er dessen Präsident.

## Nationale Politik
Ab 1978 war Clément Abgeordneter für das Département Loire (6. Wahlbezirk) in der Nationalversammlung. Von 1992 bis 1993 war er Richter am Haute Cour de justice, einem Spezialgericht für Hochverratsklagen gegen den Staatspräsidenten. Zwischen 1993 und 1995 war er unter dem Premierminister Édouard Balladur beigeordneter Minister für Beziehungen zum Parlament. 
Von 2002 bis 2005 hatte er den Vorsitz im Ausschuss für Verfassungsgesetze, Gesetzgebung und allgemeine Verwaltung (Commission des Lois) der Nationalversammlung. Am 2. Juni 2005 berief ihn Staatspräsident Jacques Chirac im Rahmen der Kabinettsumbildung nach der Ablehnung der Europäischen Verfassung per Referendum zum Justizminister im Kabinett von Dominique de Villepin. Dieses Amt – traditionell verbunden mit dem Titel des Siegelbewahrers von Frankreich (Garde des Sceaux) – hatte er bis zum Ende von Chiracs Präsidentschaft am 15. Mai 2007 inne. Danach war er bis zur Parlamentswahl 2012 wiederum Abgeordneter für das Département Loire. Sein Parteikollege Paul Salen folgte ihm nach.